# Block-notes di un regista
Block-notes di un regista és una pel·lícula documental italo-americana rodada per la televisió per Federico Fellini, en el marc d'un emissió anomenada NBC Experiment in Television, i difosa l'any 1969.

## Argument
En aquest documental rodat per la cadena de televisió NBC, Fellini evoca, al mig de les ruïnes dels decorats, el rodatge interromput de la seva pel·lícula El viatge de G. Mastorna amb Marcello Mastroianni en el paper principal, després de la preparació de Fellini Satyricon. És la seva primera col·laboració amb una cadena de televisió.

## Repartiment
- Federico Fellini: ell mateix
- Giulietta Masina: ella mateixa
- Marcello Mastroianni: ell mateix
- Pasquale De Santis: ell mateix

## Distribució
Emesa als Estats Units el 15 de març de 1969, la pel·lícula va ser editada posteriorment en vídeo domèstic en format VHS o com a complement d'altres llargmetratges estrenats en DVD del Director de la Romagna.
El 2019 va ser restaurat per la Cineteca di Bologna i inclòs a la retrospectiva Il Cinema Ritrovato.

## Mitjans domèstics
Aquesta pel·lícula s'estrena als mitjans domèstics com a part de la caixa Essential Fellini de Criterion Collection.